# Masqat i Oman
El sultanat de Masqat i Oman fou un estat independent sobre el que Gran Bretanya va establir el protectorat el 1891. Els sultans de Masqat, de la dinastia Al Said, governaven la costa directament, i la seva preeminença era reconeguda per les tribus del interior (Oman) en general ibadites. El 1913 les tribus ibadites van elegir un imam i després d'uns anys de conflicte, pel tractat de Sib de 1920, el sultà de Masqat va reconèixer l'autonomia plena de l'imamat però com a part del sultanat de Masqat i Oman (el sultà governava un territori i l'imam un altre, però el sultà s'erigia en sobirà suprem d'ambdós territoris).
El 1954 el sultà de Masqat va voler estendre els seus territoris cap al interior, al imamat d'Oman, on s'havien descobert bosses de petroli, al·legant la seva condició de sultà de Masqat i Oman; l'imam va intentar resistir però fou derrotat i va fugir a l'Aràbia Saudita el 1955; va retornar el 1957 i quasi tots els caps tribals li van donar suport recuperant el imamat; el sultà va demanar ajut a Gran Bretanya i va esclatar la guerra; Nizwa, capital de l'imamat fou bombardejada per avions britànics i ocupada el 1957; les darreres tropes ibadites de l'imam van resistir fins al 1959. El sultà de Masqat fou en endavant sultà de Masqat i Oman unificat; l'agost de 1970 es va canviar el nom a sultanat d'Oman.